# Покушај атентата на Доналда Трампа
Покушај атентата на Доналда Трампа, 45. председника Сједињених Америчких Држава и најављеног републиканског кандидата за председничке изборе 2024. године, извршен је 13. јула 2024. нешто после 18 часова по локалном времену на предизборном скупу у близини Батлера у Пенсилванији.
Атентатор је идентификован као 20-годишњи Томас Метју Крукс из Бетел Парка у Пенсилванији. Према снагама безбедности и сведоцима, Крукс је испузао на кров испред места митинга и испалио осам метака из полуаутоматске пушке АР-15 пре него што га је убио снајпериста Тајне службе. Један учесник скупа је погинуо, док су друга два учесника тешко повређена.
Након што је погођен, Трамп се сагнуо на земљу и убрзо је био окружен особљем Тајне службе. Убрзо је устао на ноге, крваривши из десног уха. Затим је дигао песницу у ваздух и викнуо „Борба, борба” пре него што су га агенти Тајне службе одвели до возила. Трамп је потом пребачен у локалну болницу и пуштен у стабилном стању, након чега је отпутовао авионом за Њу Џерзи.
Пуцњава се истражује и означена је као покушај атентата. Ово је први пут да је бивши или садашњи председник САД повређен у покушају атентата откако је Роналд Реган упуцан 1981, и први пут за председничког кандидата од покушаја атентата на тадашњег гувернера Алабаме Џорџа Воласа 1972. године.

## Позадина
Доналд Трамп је очекивани републикански кандидат на председничким изборима 2024. Атентат се догодио два дана пре почетка Републиканске националне конвенције 15. јула 2024. у Милвокију, Висконсин. Ово је био други напад на Трампа током једног од његових митинга: први се десио 2016. године, када је мушкарац покушао да разоружа службенике обезбеђења на митингу у Лас Вегасу.
Дана 3. јула 2024. је најављено да ће Трамп одржати митинг 13. јула у близини Батлера, Пенсилванија. Дана 10. јула, Трампов тим је почео да се припрема за митинг, постављајући генераторе на великом отвореном пољу. Митинг је био део Трампове кампање прикупљања  гласова у Пенсилванији, за коју анкете показују да је у љубичастој држави; држава има 19 гласова у Koлегијуму изборника. Члан представничког дома Мајк Кели рекао је да је контактирао чланове Трамповог тима како би препоручио одржавање скупа у области која би могла да прими већу публику, али да је њихов одговор био: „Ценимо ваш допринос, али смо смо већ одлучили”.
Учесници Трампових митинга се претресају у потрази за забрањеним предметима, укључујући оружје. Тајна служба рутински надгледа терем о оближње зграде, што укључује и структуре изван безбедносних периметара. Четири одвојена контраснајперска тима присуствују догађајима, два из Тајне службе и два из локалних органа за спровођење закона. ФБИ није имао информације о било каквим конкретним претњама пре митинга.

## Атентат
Трамп је стигао на бину на митингу око 6:03. Неколико минута након почетка његовог говора, отприлике у 6:11 поподне, Томас Метју Крукс је испалио осам хитаца у правцу бине из пушке фамилије АР-15 калибра 5,56×45 мм НАТО. Крукс није прошао безбедносну проверу, пошто је био изван безбедносног периметра митинга; попео се на кров зграде око 120 метара северно од бине. Извештаји показују да је сведок на крову приметио човека који је носио пушку и о њему обавестио полицију неколико минута пре него што је пуцано на Трампа. Полицајац из Батлера попео се на кров, у чему му је помогао колега, након чега је уочио Крукса. Крукс је приметио полицајца и уперио пушку у њега, приморавајући га да се повуче. Крукс је одмах након сукоба са полицајцем отворио ватру.
Други локални службеници за спровођење закона идентификовали су Крукса и сматрали да се он можда понашао сумњиво у близини локације догађаја; своје сумње су изразили преко радија и заједно са Тајном службом држали на оку Крукса. Док су се чули пуцњи, учесници митинга су узвикивали „Сагни се!”
Трамп је погођен у горње десно уво. Подигао је руку и дотакао погођено уво пре него што се спустио на подијум испод говорнице, како би се прикрио. Агенти Тајне службе бацили су се на Трампа и заштитили га телима. После отприлике 25 секунди, агенти су помогли Трампу да устане, у том тренутку, када је крв већ била видљива на Трамповом уху и на лицу, он је замолио агенте Тајне службе да му дозволе да узме ципеле.  Док су га спуштали са бине, Трамп је звучно дао инструкције агентима Тајне службе да сачекају, након чега је подигао песницу, окренуо се према је маси и изговорио „Борба!”. Публика је одговорила клицањем и скандирањем „САД!” Трамп је затим отпраћен до возила и одведен у оближњу болницу.
Трамп је сачувао свој живот захваљујући великом графикону који приказује статистику имиграције. Непосредно пре првог пуцња, окренуо се према графикону и показао на њега. Трамп је касније изјавио: „Да нисам показао на тај графикон и окренуо главу да га погледам, тај метак би ме погодио право у главу”.

## Жртве
Осим Трампа, погођена су још три мушкарца. Један од њих, 50-годишњи Кори Комператоре, убијен је, а друга двојица су тешко рањена. Комператоре је радио као инжењер и био је члан добровољног ватрогасног друштва у граду Бафало. Према његовој породици и гувернеру Пенсилваније Џошу Шапиру, погинуо је телом штитећи своје ћерке.

## Извршилац
14. јула, Федерални истражни биро (ФБИ) идентификовао је убица као 20-годишњег Томаса Метјуа Крукса из Бетел Парка у Пенсилванији, који је удаљен око сат времена вожње од места митинга. Верује се да је Крукс деловао сам. Пушку коју је Крукс користио легално је купио његов отац, према изворима у органима за спровођење закона. Крукс је похађао средњу школу Бетел Парк и дипломирао је 2022. године. Није имао кривични досије.
Крукс је радио као помоћник у кухињи оближњег старачког дома. Поједини људи који су га познавали окарактерисали су га као тихог и повученог, а бивши друг из разреда рекао је да су га малтретирали „сваког дана” у школи, јер је носио камуфлажно одело на часовима. Крукс је био члан локалног спортског клуба. На фотографијама Круксовог беживотног тела, види се како носи кошуљу, коју продаје популарни Јутјуб канал, који презентује оружје.
Био је регистровани републиканац; његова гласачка регистрација је била активна од септембра 2021. године, месеца када је напунио 18 година. Федерална финансијска евиденција показује да је раније те године, 20. јануара 2021, када је имао 17 година, Крукс донирао 15 долара Пројекту организације „Actblue”, донаторске платформа за демократе и прогресивне организације.
ФБИ је саопштио да „нема назнака” да је Крукс имао проблема са менталним здрављем.

## Последице
Трамп је одмах након пуцњаве превезен у Меморијалну болницу Батлер на преглед.  Портпарол Тајне службе потврдио је да је у стабилном стању. 
Трампова поворка напустила је болницу око 9:30 пм, на путу за међународни аеродром у Питсбургу. Трамп је слетео на међународни аеродром Њуарк либерти у Њу Џерзију раног јутра 14. јула и провео ноћ у својем националном голф клубу Бедминстер.  Потврдио је да ће моћи да присуствује Републичкој националној конвенцији 15. јула. После атентата појачано је обезбеђење Трамповог торња и Републиканске националне конвенције.
Трампови сарадници су организовали донаторску кампању прикупљања средстава за посетиоце митинга који су убијени или рањени, прикупивши преко 2 долара милиона већ 14. јула.

## Истрага
ФБИ води истрагу са Одељењем за националну безбедност Министарства правде Сједињених Држава, Тајном службом САД и Бироом за алкохол, дуван, ватрено оружје и експлозив. Инцидент се истражује као покушај атентата.
Полиција је уклонила Круксов леш са крова. Код себе није имао документа. ФБИ је потврдио идентитет убице путем биометрије отиска прста и ДНК анализе. Експлозив је пронађен у Круксовој кући и у аутомобилу којим је допутовао на митинг.

## ФотографијаПодигнута песница
Фотограф Еван Вучи из Асошијетед преса фотографисао је окрвављеног Трампа како диже песницу у ваздух, окружен припадницима тајне службе, са америчком заставом у позадини. Фотографија се брзо проширила друштвеним мрежама и телевизијом, а поделили су је  Трампови сарадници, укључујући Национални републикански сенаторски комитет, чланови његове породице и републикански чланови Конгреса.
Бењамин Валас-Велс из Њујоркера рекао је: „То је већ неизбрисива слика наше ере политичке кризе и сукоба“. Он је напоменуо да су „неки елементи на фотографији познати из безброј Трампових других“, и закључио: „То је фотографија која га хвата онаквим каквим би желео да буде виђен, тако савршено, у ствари, да може да преживи све остало." Тајлер Остин Харпер из Атлантика назвао је фотографију „легендарном“. Бизнис инсајдер ју је окарактерисао као "најиконичнија фотографију његовог поновног избора међу републиканцима". Фрејзер Нелсон из The Spectator написао је да је то било „фото новинарство у свом најмоћнијем облику” и „савршена метафора за кампању Доналда Трампа”. Шон Мекриш из Њујорк тајмса написао је да је фотографија открила Трампов инстинкт да пажљиво управља својим имиџом чак и „усред хаоса“. Политико је написао да су неки искористили фотографију као „прилику да рекламирају теорије завере и подстакну политичке тензије”.

## Реакције
Политиколози, историчари, и многе демократске и републиканске политичке личности означили су догађај као последицу политичке поларизације у Сједињеним Државама. Покушај атентата довео је до широко распрострањеног изражавања симпатија према Трампу на друштвеним мрежама, а јавне личности широм политичког спектра, како на домаћем тако и на међународном нивоу су позвале на смањење тензија, осуђујући покушај његовог убиства. Новинске агенције су пренеле да су републиканци после овог догађаја почели да гледају на Трампа као мученика.

### Трамп
Убрзо након што је потврђено да нема опасности, Трамп је објавио изјаву на својој платформи за друштвене мреже Truth Social у којој је препричао своје искуство, захвалио се особљу за спровођење закона и Тајној служби и изразио саучешће породицама погинулих и повређених:
Желим да се захвалим Тајној служби Сједињених Држава и целој полицији на њиховој брзој реакцији на пуцњаву која се управо догодила у Батлеру у Пенсилванији. Оно што је најважније, желим да изразим саучешће породици погинулог на митингу, као и породици још једне особе која је тешко повређена. Невероватно је да се такав чин може десити у нашој земљи. За сада се ништа не зна о починитељу, који је сада мртав. Погођен сам метком који ми је пробио горњи део десног уха. Одмах сам знао да нешто није у реду у томе што сам чуо фијук, пуцањ и одмах сам осетио како метак пробија кожу. Наступило је доста крварења, па сам тада схватио шта се дешава. БОЖЕ БЛАГОСЛОВИ АМЕРИКУ!— Доналд Трамп

### Домаће
После пуцњаве, председник Џо Бајден је рекао: „Видите, у Америци нема места за ову врсту насиља. То је болесно. То је болесно. То је један од разлога зашто морамо да ујединимо ову земљу... Сви то морају да осуде." У одвојеној изјави, он је рекао да је захвалан што је Трамп добро. Бајден је такође јавно изразио саучешће породици настрадалог, поздрављајући његове поступке као оца. Бајден и Трамп разговарали су у вечери инцидента. Бајден је 14. јула наредио независну безбедносну ревизију Трамповог митинга и упозорио на политичко насиље у свом обраћању у Овалном кабинету.
Обавештен сам о пуцњави на митингу Доналда Трампа у Пенсилванији.
Захвалан сам што чујем да је безбедан и да је добро. Молим се за њега и његову породицу и за све оне који су били на митингу, док чекамо нове информације.

Џил и ја смо захвални Тајној служби што га је одвела на сигурно. У Америци нема места за овакву врсту насиља. Морамо се ујединити као један народ да то осудимо.— председник САД Џо Бајден
Председавајући Представничког дома Сједињених Америчких Држава Мајк Џонсон обећао је да ће отворити истрагу о пуцњави, тражећи сведочење од федералних органа за спровођење закона и званичника националне безбедности. Републиканци у Сенату позвали су и Сенат који контролишу демократе да одржи саслушања.
Републикански представник Мајк Колинс позвао је републиканског тужиоца да оптужи Бајдена за подстицање на атентат. Републикански сенатор Џ. Д. Венс окривио је политичку реторику Бајденове кампање, док је републикански сенатор Тим Скот окривио поруке "радикалне левице и корпоративних медија“. Лидер већине републиканаца у Представничком дому Стив Скалис, који је тешко повређен у пуцњаву током Конгресне игре бејзбола 2017. године, рекао је да су демократски лидери подгревали „смешну хистерију“ о Трампу и позвао да се „запаљива реторика“ прекине. Републиканска представница Марџори Тејлор Грин критиковала је демократског представника Бенија Томпсона због тога што је унео нацрт закона којим ће Тајној служби бити одузета заштита осуђених преступниика, што укључујује и Трампа.
Стивен Вудроу, демократски члан Представничког дома Колорада, објавио је на Твитеру као одговор на покушај убиства: „Последња ствар која је Америци била потребна је саосећање према ђаволу, али ево нас." Његова изјава је нашироко осуђена, што укључује и реакцију Демократске партије Колорада ; Вудроу је избрисао свој налог око три сата након објаве. Након тога, он је за медије рекао да осуђује пуцњаву „најоштрије“ , али да ситуација„ризикује да се Трамп прикаже мученик, чиме је већа вероватноћа да ће победити у новембру“. Жаклин Марсав, члан особља демократског представника Бенија Томпсона, отпуштена је након објаве на друштвеним мрежама у којој је написала: „Не одобравам насиље, али молим вас идите на неколико часова пуцања да следећи пут не бисте промашили“.
Гувернер Пенсилваније Џош Шапиро осудио је политичко насиље и наредио да се заставе спусте на пола копља у част настрадалог Комператореа. Гувернер Колорада Џаред Полис позвао је Бајдена да обезбеди заштиту Тајне службе независноом председничком кандидату Роберту Ф. Кенедију млађем.
Органи Тајне службе одговорни за заштиту бившег председника током митинга суочили су се са критикама због тога што нису обезбедили приступ крову зграде коју је Крукс искористио да пуца. Републикански представник Кори Милс и бивши државни тужилац Сједињених Држава Бил Бар тврдили су да је форсирање ДЕИ у сектору безбедности од стране Бајденове администрације угрозило боље обучене агенте. И демократски и републикански представници изразили су забринутост због онога што сматрају да су грешке или преви Трампа изложили пуцњави. Тајна служба је навела да је употребила додатне заштитне ресурсе како би се прилагодила распореду путовања за кампању, оспоравајући тврдње да није пружила тражену додатну заштиту за Трампа. Поред тога, за лошу реакцију су оптужене женске агенткиње Тајне службе.
Бивши председник Џорџ В. Буш назвао је напад "кукавичким" и поздравио одговор Тајне службе. Бивши председници Барак Обама и Бил Клинтон и бивша државна секретарка Хилари Клинтон, која је била Трампов противник на председничким изборима 2016. године, такође су осудили напад и пожелели Трампу брз опоравак. Картеров центар, који је основао бивши председник Џими Картер, осудио је напад и позвао Американце да „прихвате уљудност”.
Надбискуп Тимоти Брољо, председник Конференције католичких бискупа Сједињених Држава, издао је саопштење у којем осуђује пуцњаву као политичко насиље, истичући да то никада није решење за политичке несугласице.

### Међународне
Многи шефови држава и влада, као и међународних организација, осудили су покушај атентата и изразили добре жеље Трампу.
Канадски премијер Џастин Трудо објавио је на друштвеним мрежама саопштење у којем је написао да му је "мука" од напада, додајући "Моје мисли су са бившим председником Трампом, људима на догађају и свим Американцима". Трудо је разговарао са Трампом телефоном након напада.
Премијер Велике Британије Кир Стармер је осудио пуцњаву рекавши да је "запрепашћен" нападом на Трампа, наводећи да политичком насиљу "није место у нашем друштву". Бакингемска палата је 15. јула потврдила да је краљ Чарлс III писао Трампу након покушаја атентата.
Немачки канцелар Олаф Шолц осудио је догађај као "напад на демократију", описујући напад на Трампа као "одвратан" и пожелевши бившем председнику брз опоравак. Међу осталим европским лидерима који су осудили пуцњаву били су Виктор Орбан из Мађарске, Симон Харис из Ирске, Ђорђија Мелони из Италије и Володимир Зеленски из Украјине.
Председник Србије Александар Вучић осудио је напад и Трампу пожелео "брз и успешан опоравак".
Генерални секретар НАТО- а Јенс Столтенберг изразио је шок због покушаја атентата, осудивши напад на Трампа и пожелевши бившем председнику брз опоравак. Портпарол УН потврдио је да је генерални секретар Уједињених нација Антонио Гутереш "недвосмислено" осудио напад, описујући га као чин политичког насиља.
Русија је за инцидент окривила „атмосферу око кандидата Трампа“ коју је створила Бајденова администрација, док је Куба окривила америчку одбрамбену индустрију и појачано политичко насиље у Америци. Грузијски премијер Иракли Кобахидзе и други званичници грузијске владе окривили су за напад „Партију глобалног рата“, понављајућу теорију завере странке Грузијски сан у којој се тврди да постоји мистериозна међународна организација која врши утицај на западни свет из сенке.